# Scioglimento del Parlamento del Regno Unito

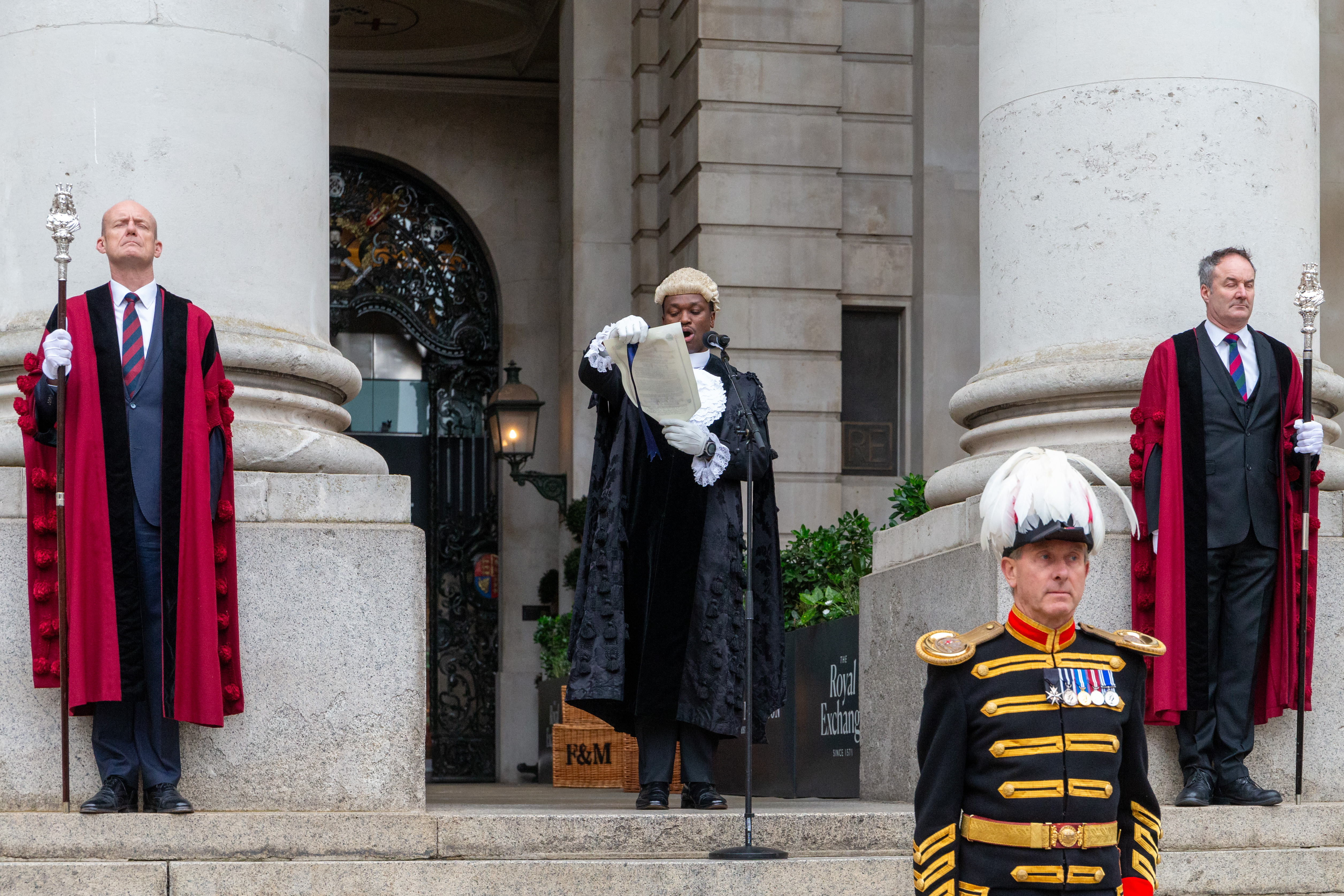
Major Peter Oweh, Common Cryer e Serjeant-at-Arms della Città di Londra, legge la proclamazione di scioglimento al Royal Exchange di Londra, il 31 maggio 2024

Lo scioglimento del Parlamento del Regno Unito avviene automaticamente cinque anni dopo il giorno in cui il Parlamento si è riunito per la prima volta a seguito di elezioni generali, o in una data precedente mediante proclama reale su consiglio del primo ministro. Il potere prerogativa del monarca di sciogliere il Parlamento è stato ripristinato dal Dissolution and Calling of Parliament Act 2022, che ha anche abrogato il Fixed-term Parliaments Act 2011. In virtù delle modifiche apportate dal Dissolution and Calling of Parliament Act all'Allegato 1 del Representation of the People Act 1983, lo scioglimento del Parlamento innesca automaticamente elezioni generali.
L'ultimo scioglimento del Parlamento è avvenuto il 30 maggio 2024, in seguito all'annuncio che le elezioni generali del 2024 si sarebbero tenute il 4 luglio.

## Meccanismo
Il Parlamento viene sciolto dal re su richiesta del primo ministro. Dopo aver accettato la richiesta, il re autorizzerà un proclama in una riunione del Consiglio privato, che ordinerà poi di emettere sotto il Gran Sigillo del Regno.
Non appena il Parlamento viene sciolto, i membri del Parlamento cessano di ricoprire la carica e non possono entrare nel Palazzo di Westminster, sebbene loro e il loro staff continuino a essere pagati fino al giorno delle elezioni. I ministri mantengono le loro posizioni fino alle elezioni, ma l'attività del governo è limitata per evitare che i fondi pubblici vengano utilizzati per sostenere la campagna elettorale del governo in carica. Il Parlamento viene solitamente prorogato o aggiornato prima di essere sciolto. Il Parlamento può continuare a riunirsi per un periodo di riordino di alcuni giorni dopo che il primo ministro ha annunciato la data in cui il Parlamento verrà sciolto, per concludere alcuni ultimi punti dell'attività parlamentare. Gli affari lasciati irrisolti dopo questo periodo non saranno trasformati in legge.
Dopo lo scioglimento del Parlamento, viene emesso un proclama reale che convoca un nuovo Parlamento, fissa la data in cui il nuovo Parlamento deve riunirsi e richiede l'emissione di mandati di convocazione ai Lord Spirituali e Temporali e mandati di elezione per i membri della Camera dei Comuni. Se il Parlamento viene sciolto tramite proclama, il proclama che lo scioglie solitamente convocherà anche quello successivo. Mentre sono il proclama reale e il successivo Ordine in Consiglio a dirigere l'emissione dei mandati di elezione, le regole elettorali parlamentari modificate stabiliscono che un mandato deve essere considerato ricevuto il giorno successivo allo scioglimento del Parlamento e che pertanto il processo elettorale generale può iniziare prima che il mandato venga ricevuto dagli ufficiali elettorali. Lo scrutinio per le elezioni generali si tiene 25 giorni lavorativi (un giorno che non sia un fine settimana, un giorno festivo o un giorno di lutto nazionale o di ringraziamento) dopo lo scioglimento del Parlamento. Per tradizione, una copia del proclama reale viene consegnata a mano dall'ufficio del Consiglio privato alla Mansion House nella Città di Londra. La proclamazione viene poi letta sui gradini del Royal Exchange dal Common Cryer e dal Serjeant-at-Arms della Città. Una lettura simile avviene anche sul Royal Mile di Edimburgo da parte del Lord Lyon, re d'arme. Questa tradizione è stata nuovamente portata avanti nel maggio 2024.

## Storia
Prima dei Triennial Acts, i Parlamenti d'Inghilterra potevano essere convocati e sciolti a discrezione del sovrano. Gli atti stabilivano che gli intervalli tra i parlamenti non dovevano superare i tre anni, ma originariamente non prevedevano disposizioni per lo scioglimento obbligatorio, portando al Long Parliament che fu formato nel 1640 e non fu sciolto fino al 1660, e al Cavalier Parliament che rimase in carica ininterrottamente per 18 anni. L'Act del 1694 stabilì la durata massima a tre anni, con elezioni generali obbligatorie tra ciascuno. Questa legislazione fu portata avanti nel Parlamento della Gran Bretagna in seguito alla ratifica dell'Atto di Unione del 1707.
Il Septennial Act del 1715 aumentò la durata massima di un parlamento a sette anni, dopodiché sarebbe automaticamente scaduto. Ciò fu in seguito modificato dal Parliament Act del 1911, riducendo il termine massimo a cinque anni. Tuttavia, ciò poteva essere annullato a discrezione del Parlamento. La durata di un Parlamento è stata estesa in due occasioni dal 1911, una volta durante ciascuna delle due guerre mondiali. In qualsiasi momento il sovrano poteva sciogliere il Parlamento e indire elezioni generali. In conformità con la convenzione costituzionale, il sovrano non agiva in modo indipendente, ma su richiesta del primo ministro. Gli esperti costituzionali sostenevano che il monarca poteva rifiutare il permesso ai sensi dei Principi di Lascelles se un parlamento aveva ancora più di un anno di mandato e se un'altra persona poteva potenzialmente comandare una maggioranza nella Camera dei Comuni. In pratica, ciò significava che un primo ministro con una maggioranza nella Camera dei Comuni e il sostegno del suo partito aveva de facto l'autorità di sciogliere il Parlamento in un momento di sua scelta. Prima del 1918, era il gabinetto a chiedere collettivamente il permesso al monarca affinché il Parlamento venisse sciolto. Tuttavia, dal 1918, solo il primo ministro chiede il permesso al sovrano.
| Anno                            | Termine (anni) | Atto                                           | Note |
| ------------------------------- | -------------- | ---------------------------------------------- | --- |
| 1707                            | 3 (massimo)    | Ratificazione dell'Atto di Unione del 1707.    | Formazione del Parlamento di Gran Bretagna. |
| 1715                            | 7 (massimo)    | Septennial Act 1715                            | Durata massima del Parlamento di 7 anni. Il Parlamento deve essere sciolto prima del settimo anniversario della sua prima seduta. |
| 1801                            | 7 (massimo)    | Atto di Unione del 1800                        | Formazione del Parlamento del Regno Unito. |
| 1911                            | 5 (massimo)    | Parliament Act 1911                            | Durata massima del Parlamento di 5 anni. Il Parlamento deve essere sciolto prima del quinto anniversario della sua prima seduta. |
| Seconda guerra mondiale         | 10             | Vari Atti del Parlamento                       | La durata massima di 5 anni del Parlamento è stata estesa dal Prolongation of Parliament Act del 1940, dal Prolongation of Parliament Act del 1941, dal Prolongation of Parliament Act del 1942, dal Prolongation of Parliament Act del 1943 e dal Prolongation of Parliament Act del 1944; ogni atto del Parlamento ha esteso la durata massima del Parlamento di un altro anno. |
| Dopo la seconda guerra mondiale | 5 (massimo)    | Parliament Act 1911                            | Durata massima del Parlamento di 5 anni. Il Parlamento deve essere sciolto prima del quinto anniversario della sua prima seduta. |
| 2011                            | 5              | Fixed-term Parliaments Act 2011                | Intervallo di cinque anni tra le elezioni generali ordinarie. Le elezioni generali erano programmate per aver luogo il primo giovedì di maggio ogni cinque anni o il primo giovedì di maggio del quarto anno se le elezioni precedenti si erano tenute prima del primo giovedì di maggio, a meno che non si verificasse una delle due situazioni, menzionate di seguito.          |
| 2022                            | 5 (massimo)    | Dissolution and Calling of Parliament Act 2022 | Il Parlamento si scioglie automaticamente all'inizio della giornata, che cade nel quinto anniversario della sua prima riunione, a meno che non sia stato sciolto prima. |

### Fixed-term Parliaments Act 2011
I parlamenti a termine fisso sono stati introdotti dal Fixed-term Parliaments Act 2011 a seguito dell'accordo di coalizione Conservatore-Liberal Democratico promulgato dopo le elezioni del 2010, abrogando così il Septennial Act 1715 e abolendo la capacità del primo ministro di richiedere unilateralmente un'elezione prima della scadenza del mandato quinquennale. In base al Fixed-term Parliaments Act, le elezioni generali dovevano essere tenute a intervalli fissi e il Parlamento doveva essere sciolto 17, in seguito 25, giorni lavorativi prima del giorno delle elezioni generali successive. La data per le successive elezioni generali poteva essere anticipata se la Camera dei Comuni approvava una mozione di sfiducia al Governo o approvava una mozione per elezioni generali anticipate con una maggioranza di due terzi. La legge non influiva sul potere del sovrano di prorogare il Parlamento.
Ai sensi del Fixed-term Parliaments Act, gli ordini di elezione venivano emessi automaticamente ai presidenti elettorali di ogni circoscrizione in virtù della sezione 3(3) dell'Atto. Ciò era dovuto al fatto che la proclamazione reale non convocava più la tenuta delle elezioni, ma solo la riunione del nuovo Parlamento.
Il Parlamento è stato sciolto automaticamente per la scadenza del suo mandato per la prima volta il 30 marzo 2015, anziché essere sciolto tramite proclama reale. Sebbene il primo ministro David Cameron abbia incontrato la regina il giorno dello scioglimento, l'unica questione discussa è stata la convocazione del nuovo Parlamento, e non una richiesta di scioglimento, come era accaduto in ogni riunione del genere storicamente, e la successiva proclama reale fatta il 30 marzo ha semplicemente chiesto la convocazione del prossimo Parlamento. Alle elezioni generali del 2015, il periodo tra lo scioglimento del precedente Parlamento e la riunione del nuovo Parlamento è stato il periodo più lungo in cui il Regno Unito è stato senza Parlamento dal 1924.
Le elezioni generali del 2017 sono state indette in virtù di una mozione per elezioni generali anticipate ai sensi del Fixed-term Parliaments Act. La mozione è stata approvata dalla Camera dei Comuni con 522 voti favorevoli e 13 contrari.
In conformità con le disposizioni dell'Early Parliamentary General Election Act 2019, il Parlamento è stato sciolto senza approvare la mozione citata ai sensi delle disposizioni della sezione 2(2) del Fixed-term Parliaments Act 2011, che era allora il meccanismo predefinito per lo scioglimento del Parlamento prima della scadenza del suo mandato. La legge del 2019 ha fissato il giorno delle elezioni generali successive al 12 dicembre 2019, come se lo avesse fatto ai sensi della sezione 2(7) del Fixed-term Parliaments Act. Ciò ha causato lo scioglimento del Parlamento in virtù della sezione 3(1) del Fixed-term Parliaments Act il 6 novembre.

### Dissolution and Calling of Parliament Act 2022
Nel dicembre 2020, il governo conservatore ha pubblicato una bozza di legge sul Fixed-term Parliaments Act 2011 (Repeal), in seguito rinominata Dissolution and Calling of Parliament Bill quando è stata presentata alla Camera dei Comuni nel maggio 2021, che avrebbe abrogato il Fixed-term Parliaments Act nella sua interezza, ripristinato i poteri prerogativa del monarca di sciogliere il Parlamento su richiesta del primo ministro e garantito che una legislatura termini automaticamente cinque anni dopo la prima riunione del Parlamento, con il giorno delle elezioni che si terrà 25 giorni lavorativi dopo. Il disegno di legge ha ricevuto l'assenso reale il 24 marzo 2022.